# Chimmanahalli, Turuvekere
Chimmanahalli là một làng thuộc tehsil Turuvekere, huyện Tumkur, bang Karnataka, Ấn Độ.